# Лазише
Лазише (словен. Laziše) — поселення в общині Лашко, Савинський регіон, Словенія. Висота над рівнем моря: 523 м.